# Ентерпрайз (Юта)
Ентерпрайз (англ. Enterprise) — місто (англ. city) в США, в окрузі Вашингтон штату Юта. Населення — 2027 осіб (2020).

## Географія
Ентерпрайз розташований за координатами 37°34′19″ пн. ш. 113°44′31″ зх. д. / 37.57194° пн. ш. 113.74194° зх. д. (37.571884, -113.741996).  За даними Бюро перепису населення США в 2010 році місто мало площу 20,04 км², уся площа — суходіл. В 2017 році площа становила 22,62 км², уся площа — суходіл.

## Демографія
Згідно з переписом 2010 року, у місті мешкало 1711 осіб у 481 домогосподарстві у складі 418 родин. Густота населення становила 85 осіб/км².  Було 562 помешкання (28/км²).
Расовий склад населення:
| - 92,5 % — білих - 1,3 % — корінних американців - 0,3 % — чорних або афроамериканців - 0,1 % — азіатів - 4,7 % — осіб інших рас |

До двох чи більше рас належало 1,2 %. Частка іспаномовних становила 7,7 % від усіх жителів.
За віковим діапазоном населення розподілялося таким чином: 40,4 % — особи молодші 18 років, 49,8 % — особи у віці 18—64 років, 9,8 % — особи у віці 65 років та старші. Медіана віку мешканця становила 26,5 року. На 100 осіб жіночої статі у місті припадало 103,7 чоловіків;  на 100 жінок у віці від 18 років та старших — 91,7 чоловіків також старших 18 років.
Середній дохід на одне домашнє господарство  становив 67 238 доларів США (медіана — 57 583), а середній дохід на одну сім'ю — 72 767 доларів (медіана — 59 625). За межею бідності перебувало 10,3 % осіб, у тому числі 11,7 % дітей у віці до 18 років та 5,1 % осіб у віці 65 років та старших.
Цивільне працевлаштоване населення становило 572 особи. Основні галузі зайнятості: освіта, охорона здоров'я та соціальна допомога — 32,7 %, роздрібна торгівля — 12,1 %, сільське господарство, лісництво, риболовля — 8,9 %, транспорт — 8,0 %.